# Sokoli Pardubice
Sokoli Pardubice (dříve Sokol Pardubice) je pardubický florbalový klub patřící pod Sokol Pardubice. Klub byl založen v roce 1996.
Mužský tým hraje Superligu florbalu od sezóny 2013/2014, po ročním sestupu do 1. ligy. Od ročníku 2024/2025 hraje ve společném projektu s klubem Black Angels pod názvem BA Sokoli Pardubice. Pardubice dříve hrály nejvyšší soutěž i v sezónách 2005/2006 až 2007/2008 a 2009/2010 až 2011/2012.
Pardubice byly jeden z prvních týmů, které se vypracovaly od nejnižších soutěží až do nejvyšší. Největším úspěchem týmu je účast ve čtvrtfinále Superligy v sezóně 2017/2018 a vítězství v Poháru Českého florbalu ve stejném roce. V ostatních šestnácti ročnících v nejvyšší soutěži tým vždy bojoval o udržení.
Tým hraje ve sportovní hale Dašická a také v pardubické Enteria areně nebo v nafukovací hale na Dukle.

## Mužský tým

### Sezóny
| Sezóna    | Úroveň | Soutěž              | Umístění | Poznámka |
| --------- | ------ | ------------------- | -------- | --- |
| 2002/2003 | 3      | 3. liga             |          | Postup do vyšší ligy                                                                                             |
| 2003/2004 | 2      | 2. liga             | 8.       | [ 13 ] |
| 2004/2005 | 2      | 2. liga             | 1.       | Postup do vyšší ligy                                                                                             |
| 2005/2006 | 1      | Fortuna extraliga   | 11.      | Výhra v baráži proti FBC Vikings Kopřivnice                                                                      |
| 2006/2007 | 1      | Fortuna extraliga   | 9.       | Výhra v 1. kole play-down proti TJ Sokol Královské Vinohrady                                                     |
| 2007/2008 | 1      | Fortuna extraliga   | 11.      | Prohra v baráži proti AC Sparta Praha – Sestup do nižší ligy                                                     |
| 2008/2009 | 2      | 1. liga             | 1.       | Vítězství ve finále play-off proti EVVA FBŠ Bohemians – Postup do vyšší ligy                                     |
| 2009/2010 | 1      | Fortuna extraliga   | 10.      | Výhra v 1. kole play-down proti Torpedo Havířov                                                                  |
| 2010/2011 | 1      | Fortuna extraliga   | 10.      | Výhra v 1. kole play-down proti AC Sparta Praha Florbal                                                          |
| 2011/2012 | 1      | Fortuna extraliga   | 12.      | Prohra v 2. kole play-down proti FBC Liberec – Sestup do nižší ligy                                              |
| 2012/2013 | 2      | 1. liga             | 2.       | Prohra ve finále play-off proti FBC Kladno – Výhra v baráži proti AC Sparta Praha Florbal – Postup do vyšší ligy |
| 2013/2014 | 1      | AutoCont extraliga  | 9.       | Výhra v 1. kole play-down proti FBC Kladno                                                                       |
| 2014/2015 | 1      | AutoCont extraliga  | 9.       | Výhra v 1. kole play-down proti TJ Sokol Královské Vinohrady                                                     |
| 2015/2016 | 1      | Tipsport Superliga  | 10.      | Výhra v 1. kole play-down proti TJ Sokol Královské Vinohrady                                                     |
| 2016/2017 | 1      | Tipsport Superliga  | 10.      | Výhra v 1. kole play-down proti FBC Liberec                                                                      |
| 2017/2018 | 1      | Tipsport Superliga  | 8.       | Vypadnutí ve čtvrtfinále play-off proti Technologie Florbal MB                                                   |
| 2018/2019 | 1      | Tipsport Superliga  | 12.      | Výhra v 1. kole play-down proti Bulldogs Brno                                                                    |
| 2019/2020 | 1      | Superliga florbalu  | 14.      | Sezóna ukončena po dvou prohraných zápasech v 1. kole play-down proti Black Angels                               |
| 2020/2021 | 1      | Livesport Superliga | 11.      | Play-down zrušeno, protože sezóna 1. ligy nebyla dohrána                                                         |
| 2021/2022 | 1      | Livesport Superliga | 13.      | Výhra v baráži proti Bulldogs Brno                                                                               |
| 2022/2023 | 1      | Livesport Superliga | 12.      | Výhra v 1. kole play-down proti PSG Panthers Otrokovice                                                          |
| 2023/2024 | 1      | Livesport Superliga | 13.      | Prohra v baráži proti Bulldogs Brno – Udržení v soutěži jako náhrada za Black Angels                             |
| 2024/2025 | 1      | Livesport Superliga | 11.      | Výhra v 1. kole play-down proti Bulldogs Brno                                                                    |

### Známí hráči
- Miroslav Janovský (?–2005)
- Martin Zozulák (2003–2008, 2009–2010, 2012, 2013–2020, 2022–2023)

### Známí trenéři
- Jaroslav Marks (2006–2007)
- Miroslav Janovský (2009–2014)
- Martin Zozulák (2020–2021, 2023–2024)